# Sarcolaena oblongifolia
Sarcolaena oblongifolia – gatunek z rodziny Sarcolaenaceae. Występującego naturalnie na Madagaskarze. 
Występuje na obszarze 88 684 km².
Jest gatunkiem najmniejszej troski.